# Sant Antoni de Casarilh
Sant Antoni de Casarilh és una capella al municipi de Vielha e Mijaran (Vall d'Aran) inclosa a l'Inventari del Patrimoni Arquitectònic de Catalunya.

## Descripció
Petita capella amb coberta de pissarra a dues aigües amb carener perpendicular a la façana principal i ampli voladís. Dalt del carener hi ha una petita campana sostinguda per una senzilla estructura metàl·lica. La porta és de llinda monolítica i els brancals formen unes pilastres amb capitells esglaonats. Al mateix frontis hi ha dos ulls de bou a diferent alçada.